# 真夏の出来事 (曲)
「真夏の出来事」（まなつのできごと）は、平山三紀通算2枚目のシングル。1971年5月25日発売。発売元は日本コロムビア。
表題曲は、アルバム『平山みきのエキゾチカ大魔境』、『恋の気分で』でセルフカヴァーされている。また、1999年には「真夏の出来事'99」のタイトルで、映画『アドレナリンドライブ』のエンディングテーマとなった。
更に、1995年 ビートたけし第1回（北野 武第5回）監督作品『みんな〜 やってるか！』劇中曲として使用されている。しかし、同作品のサウンド・トラック盤ソフトは商品化されていない。

## 収録曲
- 両曲とも、作詞：橋本淳　作曲・編曲：筒美京平

1. 真夏の出来事（BUT WE'RE PART NOW!）（4分22秒）
  - 三浦市の油壺を舞台とする曲。曲の最後には英語のセリフがあり、その一部がサブタイトルとして表記されることもある。
2. ブン・ブン（BUM BUM BUM）（2分33秒）

## 演奏者
- スリー・シンガーズ、コロムビア・オール・スターズ[2]

## 平山自身によるセルフカヴァー版
「真夏の出来事〜ナウ・アンド・ゼン」（まなつのできごと ナウ・アンド・ゼン）は、平山みき通算26枚目のシングル。2016年7月20日発売。発売元は日本コロムビア。

### 収録曲
※全編曲・全演奏：サ・サーフコースターズ
1. 真夏の出来事〜ナウ・アンド・ゼン
  - 作詞：橋本淳 / 作曲：筒美京平
2. ビューティフル・ヨコハマ2016
  - 作詞：橋本淳 / 作曲：筒美京平
3. 太陽の下の18才
  - 作詞：Luciano Salce / 作曲：Pilantra, Morricone / 日本語詞：あらかはひろし
4. 真夏の出来事（ボーナス・トラック）
  - 作詞：橋本淳 / 作曲：筒美京平
5. 恋はあせらず（ボーナス・トラック）
  - 作詞・作曲：Holland-Dozier-Holland

## カヴァー
真夏の出来事
- 優雅（1974年） - アルバム『処女航海 はじめまして優雅です』収録。
- シェリー（1976年） - アルバム『シークレット』収録。
- ヒマラヤ・ミキ＆MODOKEES（1982年） - シングル『真夏の出来事』収録。
- 清水ミチコ（1989年） - アルバム『幸せのこだま』収録[3]。
- シュガー・ビート（1992年） - シングル『真夏の出来事』収録。TBS系ドラマ『キライじゃないぜ』エンディングテーマ。
- ヌードルス（1997年） - 筒美京平トリビュート・アルバム『K.T.ゴールデン・リスペクターズ〜筒美京平グレーテスト・カヴァーズ』収録。
- dolls（2001年） - シングル『夢みるシャンソン人形』収録。
- 紫艶（2002年） - アルバム『渋谷のネコが呑も呑も!』収録。
- BONO BONO（2002年） - アルバム『Flores』にポルトガル語で収録。
- Temiyan（2003年） - アルバム『湘南アンソロジー』収録。
- 白石玉貴（2004年） - シングル『真夏の出来事』収録。白い恋人（石屋製菓）CMソング[4]。
- まきのめぐみ（2006年） - 配信シングル。
- 森下玲可（2006年） - アルバム『Romantic Woman Trance〜あゝ無情〜』収録。
- melody.（2007年） - 筒美京平トリビュート・アルバム『the popular music 〜筒美京平トリビュート〜』収録。
- ARAHIS（2007年） - アルバム『メチター』収録。ロシア語でカヴァー。
- LiZZ（2009年） - アルバム『Garden』収録。
- Tatami feat.Kaolin（2009年） - 配信シングル。
- ザ・ヒットパレーズ（2010年） - アルバム『きらめくリズム』収録。
- 外城亜香里（2010年） - アルバム『boo-year！』収録。
- うさ[5]（2011年） - アルバム『夏ユーロ』収録。
- Rama Amoeba（2011年） - アルバム『果てしなきグラムロック歌謡の世界』収録。
- Chiaki & Marie（2012年） - アルバム『Blend×Friend 70's』収録。
- 吉植未央（2012年） - アルバム『加瀬邦彦と湘南の女たち』収録。
- 太田裕美（2014年） - 筒美京平トリビュート・アルバム『tutumikko』収録。
- SILVA（2014年） - アルバム『GO! GO! SILVA』収録。
- Fried Pride（2015年） - アルバム『Women's Liberation』収録。
- 稲垣潤一・Shimva（2015年） - 稲垣のデュエットカバーアルバム『男と女5』収録。
- 岩崎宏美（2019年） - アルバム『Dear Friends VIII 筒美京平トリビュート』収録。
- 西田あい（2019年） - アルバム『アイランド・ソングス　～私の好きな愛の唄～』収録。
- 松本伊代（2021年） - アルバム『トレジャー・ヴォイス』収録。

## 収録アルバム
- 『GOLDEN☆BEST 平山三紀 筒美京平を歌う アンド・モア』 (#2)
- 『THE HIT MAKER -筒美京平の世界-』 (#1)

## 参考資料
- オリコン『SINGLE CHART-BOOK COMPLETE EDITION 1968-2005』オリコン・マーケティング・プロモーション、2006年4月。ISBN 9784871310765。